# Macromitrium hornschuchii
Macromitrium hornschuchii är en bladmossart som beskrevs av C. Müller 1845. Macromitrium hornschuchii ingår i släktet Macromitrium och familjen Orthotrichaceae. Inga underarter finns listade i Catalogue of Life.